# Полупространство
Полупростра́нство — множество всех точек трёхмерного пространства, которые находятся по одну сторону от некоторой плоскости в пространстве, то есть по ту же сторону, что и некоторая заданная точка вне плоскости. Эта плоскость определяет полупространство и является её границей, а полупространство исходит из своей границы, или просто полупространство от границы.
В некоторых источниках граница полупространства ему принадлежит, то есть полупространство замкнуто.
Замкнутое полупространство — полупространство со своей границей.
Полупространство есть неограниченная область, так как оно есть открытое множество и неограниченное выпуклое множество.
Другое название полупространства — одногранник, это простейший трёхмерный выпуклый многогранник.

## Определение полупространства

### Геометрическое определение
Полупространство — множество всех точек {\displaystyle M} трёхмерного пространства, которые находятся по ту же сторону от некоторой плоскости {\displaystyle P}, что и некоторая заданная точка {\displaystyle A} вне плоскости, то есть полупространство — это точка {\displaystyle A} и множество всех точек {\displaystyle M} таких, что отрезок {\displaystyle AM} не имеет общих точек с плоскостью {\displaystyle P}. Эта плоскость определяет полупространство и является её границей.
Теорема 1. Произвольная плоскость {\displaystyle P} в трёхмерном пространстве делит это пространство на две полупространства. Более формально: в пространстве существуют точки {\displaystyle A} и {\displaystyle B} вне плоскости {\displaystyle P} такие, что разные полупространства, которым принадлежат эти точки, заполняют с плоскостью {\displaystyle P} всё пространство и имеют своими границами {\displaystyle P}.
Положительное полупространство — выбранное одно из двух полупространств с общей границей, второе полупространство называется отрицательным. При этом граничная плоскость имеет выбранную сторону со стороны положительного полупространства.
Теорема 2. Среди трёх объектов, определяющих ориентацию:
- ориентация плоскости,
- сторона плоскости,
- ориентация трёхмерного пространства —

любые два однозначно определяют третий.

### Обоснование определения
Обоснуем геометрическое определение трёхмерного полупространства в {\displaystyle \mathbb {R} ^{3}}. Рассмотрим произвольную плоскость, заданную следующим уравнением:
{\displaystyle L(x,\ y,\ z)=Ax+By+Cz+D=0}.
Точки, неразделённые плоскостью — две точки {\displaystyle M_{1}(x_{1},\ y_{1},\ z_{1})} и {\displaystyle M_{2}(x_{2},\ y_{2},\ z_{2})} вне плоскости {\displaystyle L(x,\ y,\ z)}, {\displaystyle M_{1},\ M_{2}\notin L}, которые либо совпадают, {\displaystyle M_{1}=M_{2}}, либо отрезок {\displaystyle M_{1}M_{2}} не имеет общих точек с плоскостью {\displaystyle L}, {\displaystyle M_{1}M_{2}\cup L=\varnothing }.
Предложение 1. Две точки {\displaystyle M_{1}(x_{1},\ y_{1},\ z_{1})} и {\displaystyle M_{2}(x_{2},\ y_{2},\ z_{2})} вне плоскости {\displaystyle L(x,\ y,\ z)}, {\displaystyle M_{1},\ M_{2}\notin L}, неразделены тогда и только тогда, когда не равные нулю числа {\displaystyle L_{1}=L(x_{1},\ y_{1},\ z_{1})} и {\displaystyle L_{2}=L(x_{2},\ y_{2},\ z_{2})} одного знака.
Положим без ограничения общности, что {\displaystyle M_{1}\neq M_{2}}. Тогда прямая {\displaystyle M_{1}M_{2}} задаётся координатными параметрическими уравнениями
{\displaystyle x=(1-t)x_{1}+tx_{2}},
{\displaystyle y=(1-t)y_{1}+yx_{2}},
{\displaystyle z=(1-t)z_{1}+tz_{2}}.
Найдём пересечение прямой {\displaystyle M_{1}M_{2}} с плоскостью {\displaystyle L}. Для этого подставим эти выражения координат в уравнение плоскости {\displaystyle L(x,\ y,\ z)=0}, получим:
{\displaystyle (1-t)L_{1}+tL_{2}=0},
{\displaystyle t={\frac {L_{1}}{L_{1}-L_{2}}}}
(если {\displaystyle L_{1}=L_{2}}, то прямая {\displaystyle M_{1}M_{2}} и плоскость {\displaystyle L} параллельны).
Итак, точки {\displaystyle M_{1}} и {\displaystyle M_{2}} разделены плоскостью {\displaystyle L} тогда и только тогда, когда {\displaystyle L_{1}\neq L_{2}} и
{\displaystyle 0<t={\frac {L_{1}}{L_{1}-L_{2}}}<1}.
Последние неравенства верны для произвольных точек {\displaystyle M_{1}} и {\displaystyle M_{2}} только в двух случаях:
- {\displaystyle L_{1}>L_{2}}, {\displaystyle L_{1}>0}, {\displaystyle L_{2}<0};
- {\displaystyle L_{1}<L_{2}}, {\displaystyle L_{1}<0}, {\displaystyle L_{2}>0}.

Получаем, что в обоих случаях числа {\displaystyle L_{1}} и {\displaystyle L_{2}} разных знаков. Следовательно, отрезок {\displaystyle M_{1}M_{2}} и плоскость {\displaystyle L} не пересекаются тогда и только тогда, когда {\displaystyle L_{1}} и {\displaystyle L_{2}} одного знака.
Следствие 1. Описанное выше отношение неразделённости точек плоскостью есть отношение эквивалентности, причём соответствующих классов эквивалентности ровно два.
Полупространство — класс эквивалентности отношения неразделённости точек некоторой плоскостью. Эта плоскость определяет полупространство.

### Примеры полупространств
Рассмотрим два чисто математических примера.
Набор всех кругов на плоскости образует трёхмерное многообразие, потому что в нём любой круг с центром {\displaystyle (x,\,y)} и радиусом {\displaystyle r} изображается точкой с координатами {\displaystyle (x,\,y,\,r)}. А поскольку радиус круга — это положительное число, то набор рассматриваемых точек заполнит «верхнее» полупространство.
Точно так же набор всех сфер в обыкновенном трёхмерном пространстве образует четырёхмерное многообразие, потому что в нём любая сфера с центром {\displaystyle (x,\,y,\,z)} и радиусом {\displaystyle r} представляется точкой с координатами {\displaystyle (x,\,y,\,z,\,r)}. А поскольку радиус круга — это положительное число, то набор рассматриваемых точек заполнит «верхнее» полупространство.
- Полупространства
- Все круги на плоскости образуют трёхмерное полупространство с координатами {\displaystyle (x,\,y,\,r)}
- Все сферы в трёхмерном пространстве образуют четырёхмерное полупространство с координатами {\displaystyle (x,\,y,\,z,\,r)}

## Аналитическое определение полупространства

### Декартовы координаты
В общем трёхмерном случае в пространстве {\displaystyle \mathbb {R} ^{3}} с декартовыми координатами {\displaystyle (x_{1},\,x_{2},\,x_{3})} координаты точек {\displaystyle 3}-мерного полупространства отвечают следующему неравенству, использующим общее уравнение плоскости
{\displaystyle Ax+By+Cz+D>0},
где {\displaystyle A,\,B,\,C,\,D} — постоянные, причём {\displaystyle A}, {\displaystyle B} и {\displaystyle C} одновременно не равны нулю.
Граница полупространства — плоскость, определяющая полупространство. В определении это плоскость
{\displaystyle Ax+By+Cz+D=0}.
Обычно рассматриваются следующие частные случаи полупространств:
- координатная плоскость {\displaystyle Oxy} имеет уравнение с аппликатой {\displaystyle z=0} и разделяет трёхмерное пространство на два полупространства {\displaystyle z>0} и {\displaystyle z<0} с границей {\displaystyle Oxy};
- координатная плоскость {\displaystyle Oxz} имеет уравнение с ординатой {\displaystyle y=0} и разделяет трёхмерное пространство на два полупространства {\displaystyle y>0} и {\displaystyle y<0} с границей {\displaystyle Oxz};
- координатная плоскость {\displaystyle Oyz} имеет уравнение с абсциссой {\displaystyle x=0} и разделяет трёхмерное пространство на два полупространства {\displaystyle x>0} и {\displaystyle x<0} с границей {\displaystyle Oyz};

Перейдём к {\displaystyle n}-мерному пространству {\displaystyle \mathbb {R} ^{n}} с декартовыми координатами {\displaystyle (x_{1},\,x_{2},\,\dots ,\,x_{n})}. Здесь координаты точек {\displaystyle n}-мерного полупространства отвечают следующему неравенству, использующим общее уравнение гиперплоскости
{\displaystyle a_{1}x_{1}+a_{2}x_{2}+\cdots +a_{n}x_{n}+b>0},
где {\displaystyle a_{1},\,a_{2},\,\dots ,\,a_{n},\,b} — постоянные, причём {\displaystyle a_{1},\,a_{2},\,\dots ,\,a_{n}} одновременно не равны нулю.
Обычно рассматриваются следующие частные случаи полупространств:
{\displaystyle \mathbb {R} _{+}^{n}=\{(x_{1},\,x_{2},\,\dots ,\,x_{n})\in \mathbb {R} ^{n}\colon \,x_{n}>0\}}
с границами
{\displaystyle \mathbb {R} _{0}^{n-1}=\{(x_{1},\,x_{2},\,\dots ,\,x_{n})\in \mathbb {R} ^{n}\colon \,x_{n}=0\}.}

### Векторное пространство
В векторной нотации уравнение полупространства с границей, проходящей через заданную точку {\displaystyle x_{0}\in \mathbb {R} ^{n}}, записывается через скалярное произведение векторов как
{\displaystyle (\mathbf {a} ,\,\mathbf {x} )>(\mathbf {a} ,\,\mathbf {x} _{0})},
или
{\displaystyle (\mathbf {a} ,\,\mathbf {x} -\mathbf {x} _{0})>0},
где {\displaystyle \mathbf {a} \in \mathbb {R} ^{n}} — произвольный ненулевой вектор, параллельный нормали к полуплоскости
{\displaystyle (\mathbf {a} ,\,\mathbf {x} -\mathbf {x} _{0})=0}
в точке {\displaystyle x_{0}}, приячём вектор {\displaystyle \mathbf {a} } направлен от точки {\displaystyle x_{0}} в сторону полупространства. Указанная полуплоскость есть граница полупространства.

### Банахово пространство
Полупространство банахова пространства — одно из множеств точек
{\displaystyle \mathbb {E} _{\lambda }^{+}=\{x\in \mathbb {E} \colon \,\lambda (x)>0\}},
{\displaystyle \mathbb {E} _{\lambda }^{-}=\{x\in \mathbb {E} \colon \,\lambda (x)<0\}},
где {\displaystyle \mathbb {E} } — банахово пространство, а {\displaystyle \lambda (x)\colon \,\mathbb {E} \to \mathbb {R} } — непрерывное линейное отображение (функционал на {\displaystyle \mathbb {E} }), при этом ядро линейного отображения {\displaystyle \lambda (x)}, на котором {\displaystyle \lambda (x)=0},
называется гиперплоскостью {\displaystyle \mathbb {E} _{\lambda }^{0}} банахова пространства {\displaystyle \mathbb {E} }.
Теорема 1. Если {\displaystyle \mu (x)\colon \,\mathbb {E} \to \mathbb {R} } — другой функционал, причём {\displaystyle \mathbb {E} _{\lambda }^{+}=\mathbb {E} _{\mu }^{+}}, то найдётся такое число {\displaystyle c>0}, {\displaystyle c\in \mathbb {R} }, что {\displaystyle \lambda =c\mu }.
Доказательство. Ядра {\displaystyle \lambda } и {\displaystyle \mu } совпадают как границы {\displaystyle \mathbb {E} _{\lambda }^{0}=\mathbb {E} _{\mu }^{0}} совпадающих полуплоскостей. Пусть теперь {\displaystyle \lambda \neq 0}, и положим {\displaystyle \lambda (x_{0})>0}, {\displaystyle x_{0}\in \mathbb {E} _{\lambda }^{+}}. Тогда и {\displaystyle \mu (x_{0})>0}, так как полуплоскости совпадают. Сконструируем функционал
{\displaystyle \lambda (x)-{\frac {\lambda (x_{0})}{\mu (x_{0})}}\mu (x)},
который обращается в нуль как на ядрах функционалов {\displaystyle \lambda } и {\displaystyle \mu }, так и на векторе {\displaystyle x_{0}}. Следовательно, этот функционал тождественно равен нулю и {\displaystyle c={\frac {\lambda (x_{0})}{\mu (x_{0})}}}.

## Верхнее полупространство Зигеля
Обобщённая верхняя полуплоскость Зигеля (просто верхняя полуплоскость Зигеля, или верхнее полупространство Зигеля) — область в пространстве комплексных симметричных матриц порядка {\displaystyle p}, образованная квадратными матрицами, мнимая часть которых положительно определена.
Верхнее полупространство Зигеля есть одна из разновидностей область Зигеля первого рода, ассоциированная с конусом положительно определённых симметричных матриц порядка {\displaystyle p}. При {\displaystyle p=1} верхнее полупространство Зигеля совпадает с обычной комплексной верхней полуплоскостью.

### Комментарии
1. 1 2 3 4 5 6 7 8  Имеется перевод на английский язык.